# Synagoge (Langenlonsheim)
Die Synagoge in Langenlonsheim (Landkreis Bad Kreuznach, Rheinland-Pfalz) an der Hintergasse 30 wurde 1860 erbaut, während der Novemberpogrome 1938 geschändet und demoliert. Die Ruine wurde 1958 abgebrochen.

## Geschichte
In Langenlonsheim gab es neben der evangelischen und katholischen Kirchengemeinde auch eine bedeutende jüdische Gemeinde. Bereits 1685 wurden Juden in Langenlonsheim nachgewiesen. 1769 wohnten 28 Juden in Langenlonsheim, bis 1842 wurden es 42. Im Jahre 1895 lebten über 70 jüdische Bürger in Langenlonsheim. Die jüdische Religionsgemeinschaft von Langenlonsheim wurde 1895 mit der von Bretzenheim und Laubenheim zu einer Kultusgemeinschaft zusammengeschlossen. Die Synagoge der drei Gemeinden befand sich in der Hintergasse 30 in Langenlonsheim.

## Gebäude
Bereits 1823 gab es in Langenlonsheim eine kleine Synagoge; im Jahr 1840 entstand der Wunsch nach einer geräumigeren Synagoge. 1856 konnte Samuel Weiss das Grundstück in der Hintergasse 30 in Langenlonsheim erwerben. Seit 1863 ist auf dem Katasterplan die Synagoge verzeichnet. Sie hatte einen Versammlungsraum und weitere Räume für den jüdischen Religionsunterricht. Der Saalbau war unterkellert und aus Ziegel- und Bruchsteinen gemauert. Auf einer Grundfläche von 179 m² waren über 50 Sitzplätze vorhanden. Durch große Rundbogenfenster fiel Tageslicht in den Betraum. In einer Seitenachse befand sich der Eingang.
Am 9/10. November 1938 demolierten Langenlonsheimer und auswärtige Nazis die Synagoge in der Hintergasse, dabei wurden die Bima sowie der Aron ha-Qodesch neben Türen, Fenstern und Sitzbänken zertrümmert; der Fußboden wurde herausgerissen. Drei Torarollen, drei Sätze silberner Toraaufsätze (Rimonim), zwei Menorot aus Silber, ein silberner Ner Tamid, eine silberne Chanukkia sowie weitere silberne Ritualgeräte wurden gestohlen. Der demolierte Sakralbau wurde von dem in Langenlonsheim lebenden Rudolf Mayer im Auftrag der jüdischen Gemeinde Langenlonsheim für die Summe von 427,50 RM am 24. April 1940 veräußert. Rudolf Mayer („Rudel“) war kriegsversehrt aus dem Ersten Weltkrieg heimgekehrt und Ende der 1920er Jahre Vorsitzender des Fußballvereins „Borussia“ gewesen. Der Kaufvertrag wurde jedoch 1950 annulliert. 1958 wurde der noch vorhandene Bau abgebrochen. Heute steht dort ein privates Wohnhaus.